# Co-operative Press
The Co-operative Press es una editorial cooperativa cuya actividad principal es la publicación de noticias acerca del mundo cooperativo. La misión declarada de la sociedad es "conectar, defender y desafiar al movimiento cooperativo global." Los miembros de la cooperativa son los suscriptores de Co-op News.
Fundada en Manchester en 1873, en pleno apogeo industrial del algodón, la Co-operative Press sigue teniendo su sede en la ciudad, en Holyoake House.
La base fundacional fueron un grupo de sociedades cooperativas que se constituyeron con el nombre Co-operative Newspaper Society para hacerse cargo de la publicación de The Co-operative News. La impresión corrió a cargo de la Co-operative Printing Society.
En 1921, la sociedad se fusionó con la Scottish Co-operative Newspaper Society y se rebautizó como National Co-operative Publishing Society, antes de adoptar su nombre actual, Co-operative Press, en 1935.
En 1971 la Sociedad se hizo cargo de la cooperativa Birmingham Printers, y en 1972 se fusionó con la Co-operative Printing Society.

## Publicaciones

### Co-op News
Co-op News es una revista mensual de noticias y un sitio web del movimiento cooperativo mundial. Publicado por primera vez en 1871 como The Co-operative News, es el periódico cooperativo más antiguo del mundo.

### Reynold's News
En 1921, la sociedad adquirió el popular y radical dominical Reynold's Illustrated News. En 1936 el periódico pasó a llamarse Reynold's News, y en 1962 se relanzó como tabloide, con el título de The Sunday Citizen. El descenso de las ventas llevó a la decisión de cesar su publicación en 1967.

### Millgate Monthly
Publicada por primera vez en 1905, la Millgate Monthly era una revista cultural que contenía artículos escritos por cooperativistas sobre temas sociales, además de poesía y reseñas. En 1928 pasó a llamarse simplemente The Millgate, y dejó de publicarse en 1953.